# Cattedrale di Namur
La cattedrale di Sant'Albano è il principale luogo di culto cattolico della città vallona di Namur, in Belgio. 
Cattedrale dell'omonima diocesi, la sua costruzione fu iniziata nel 1751 e terminata nel 1767 su progetto dall'architetto asconese Gaetano Matteo Pisoni in stile tardo barocco. Venne consacrata il 20 settembre 1772.

## Storia e descrizione

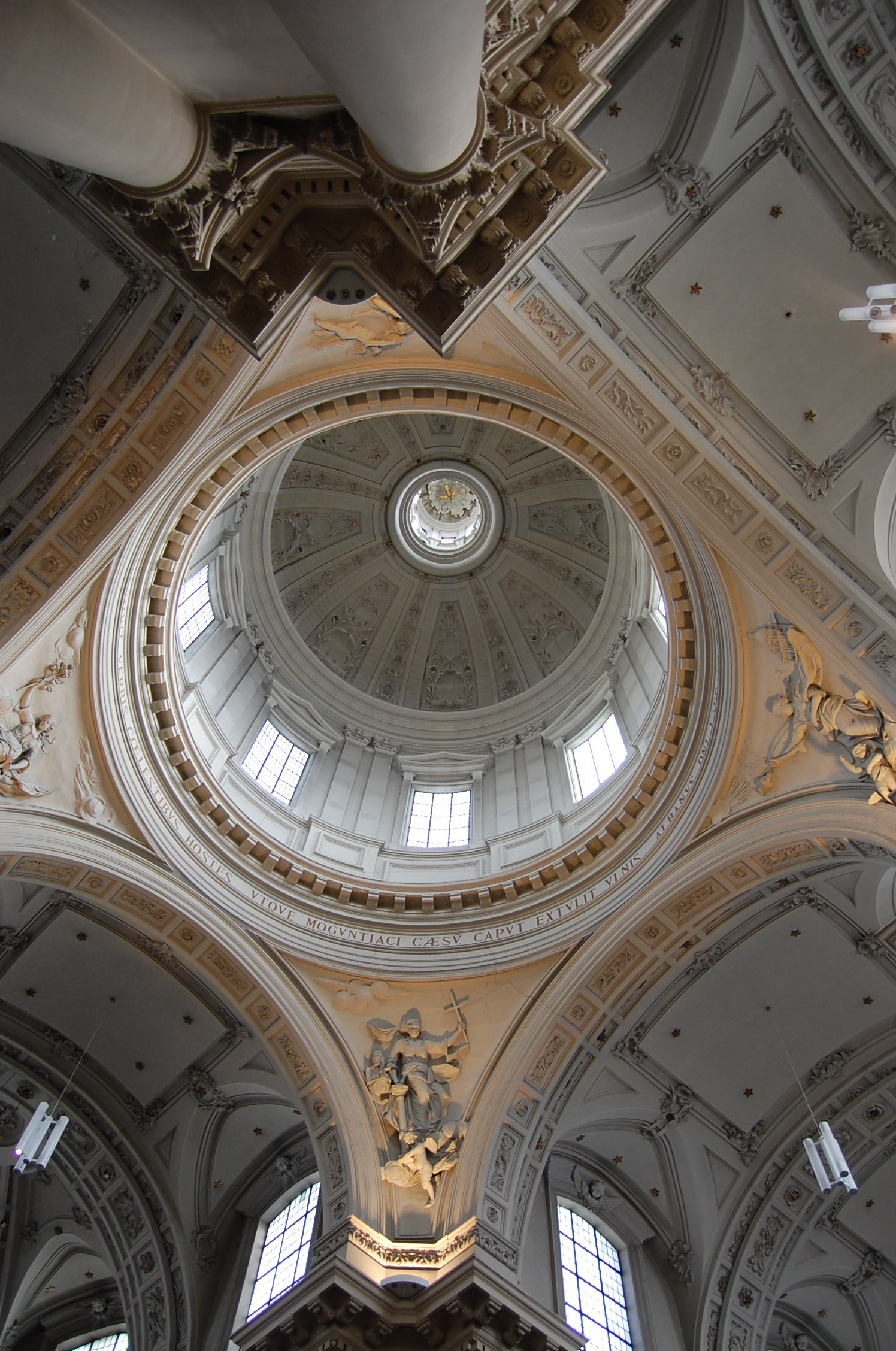
Veduta della cupola.

Papa Paolo IV il 12 maggio 1559 eresse la diocesi di Namur. Il primo vescovo fu il domenicano Antonio Havet, consacrato nel 1562. Egli scelse come sua sede la collegiata di Sant'Albano costruita nel 1047. Nel 1740 grosse inondazioni danneggiarono irreparabilmente il vetusto edificio, già più volte rimaneggiato e ampliato. Il capitolo della cattedrale e il vescovo Berlo de Franc-Douaire decisero di edificarne una nuova.
Incaricarono il rinomato architetto ticinese Gaetano Matteo Pisoni della progettazione. La costruzione venne affidata a Jean-Baptiste Chermanne, la prima pietra venne posata il 24 giugno 1751. 
Presenta una pianta a croce latina con una lunghezza complessiva di 78 metri, e un'altezza delle volte di 24 metri. Essa venne ultimata in sedici anni, ma la costruzione della grande cupola, alta 70 metri, pose dei problemi di costruzione rallentando il cantiere. La consacrazione ebbe luogo il 20 settembre 1772. 
La facciata eseguita in calcare non resse al tempo e venne interamente ricostruita nel 1900 in modo più austero.

## Opere d'arte
- San Biagio, olio su tela di Jacob Jordaens[1]
- Crocifissione, olio su tela di Antoon Van Dyck[1]
- Tele di Jacques Nicolaï (1605-78)
- Cancellata del transetto destro, di Michaud, 1744.
- Pulpito di Geerts, XVIII secolo
- Mostra d'Organo di Geerts, XVIII secolo

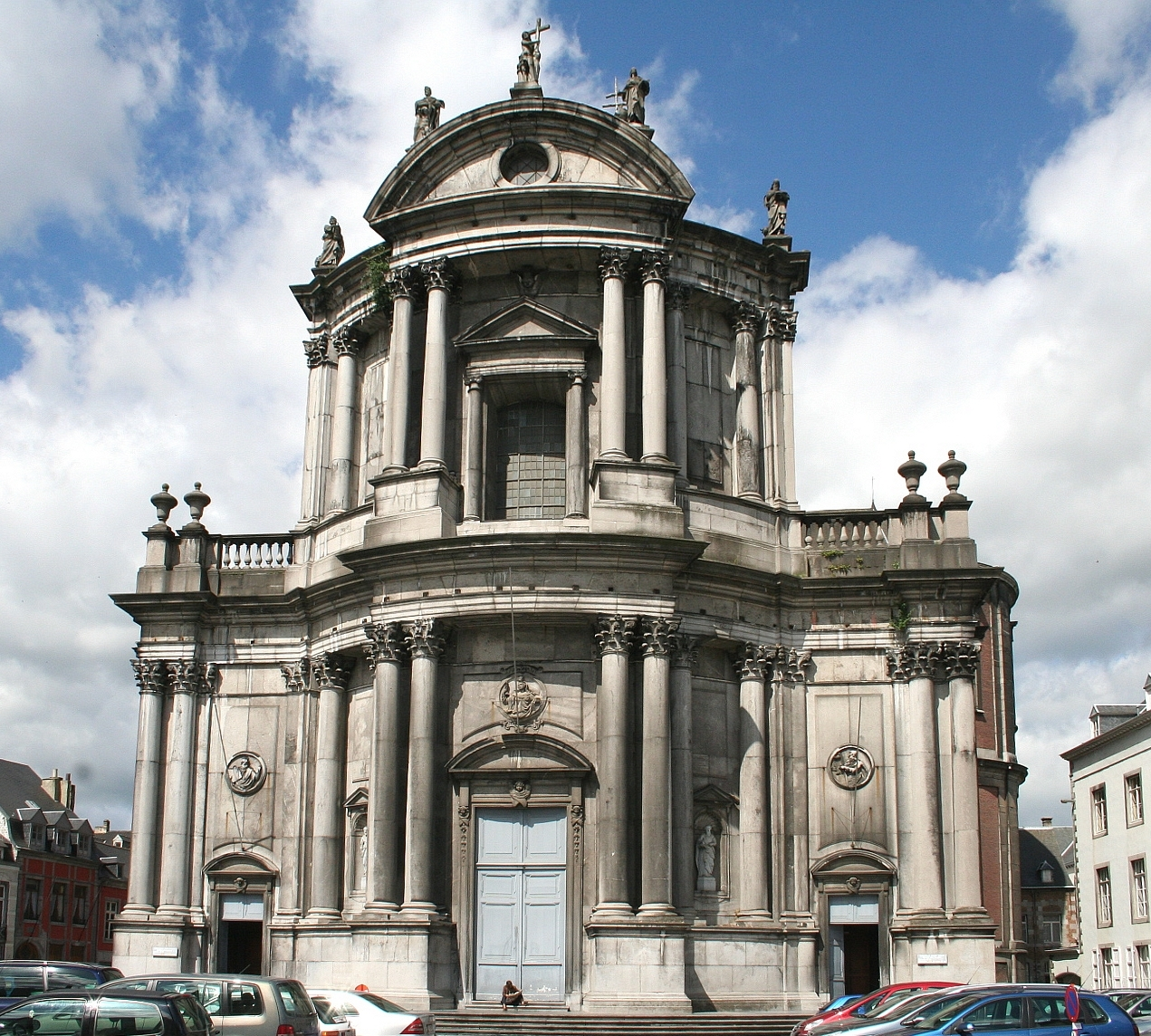
La facciata.
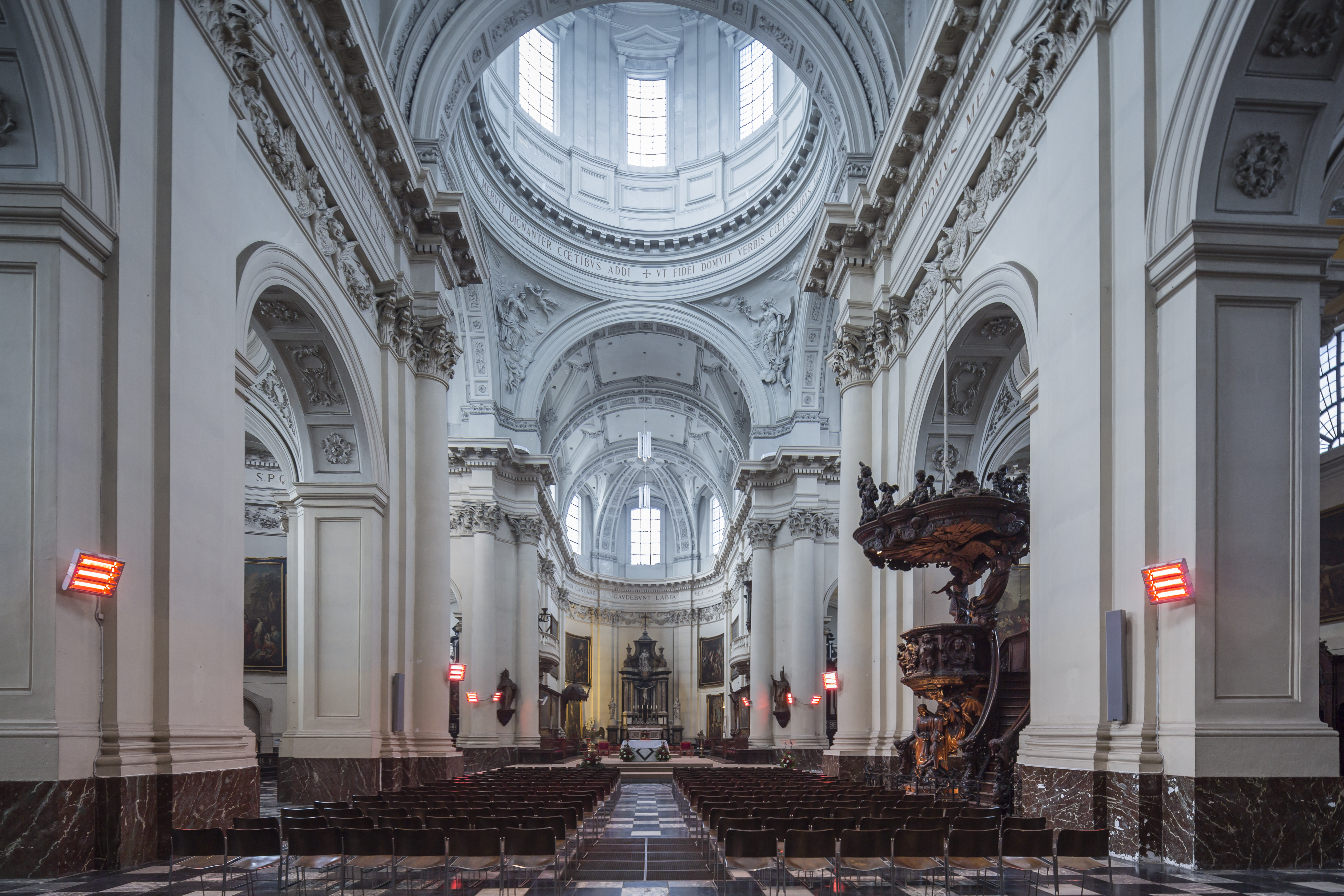
L'interno.
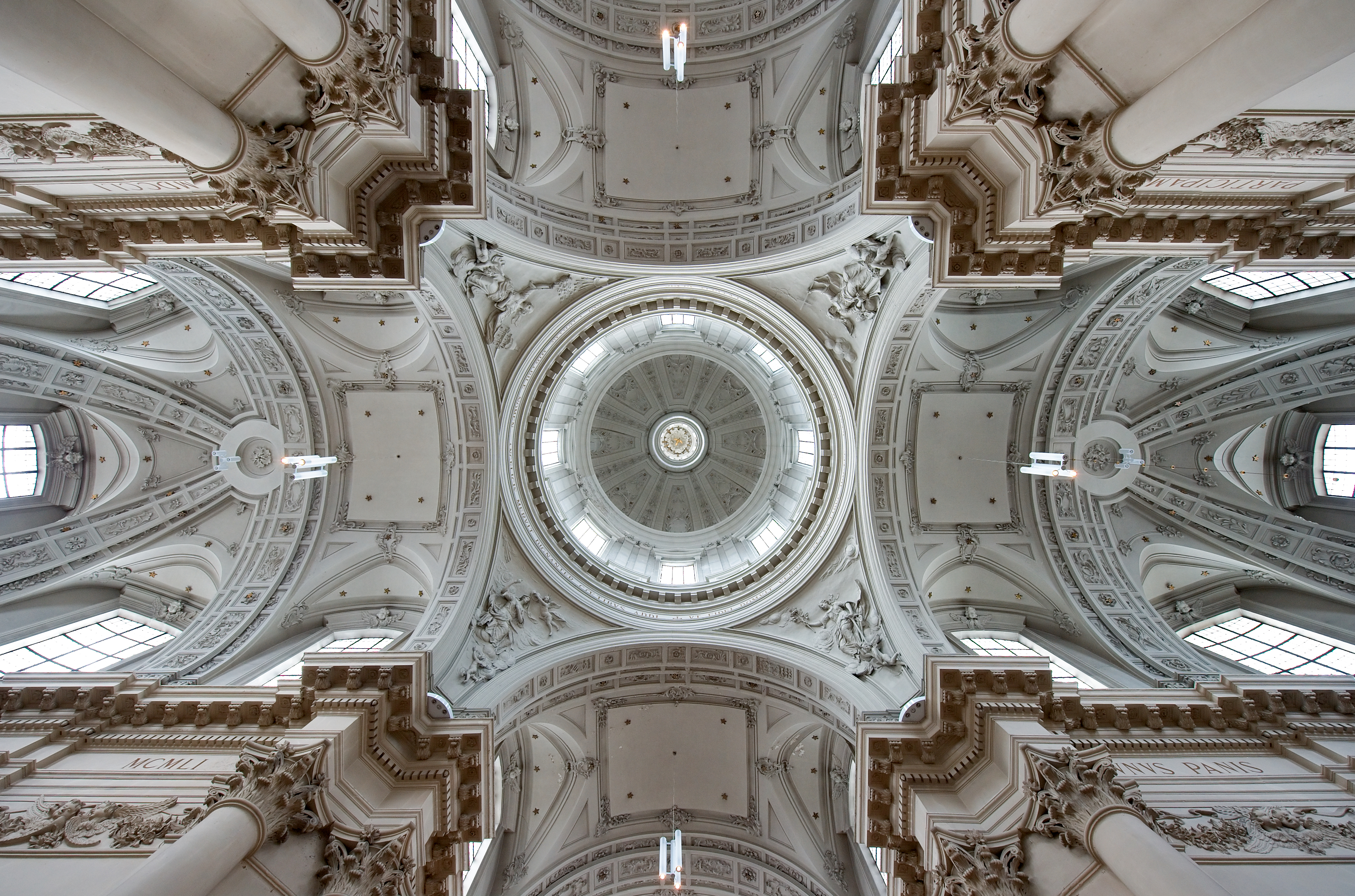
Veduta delle volte.
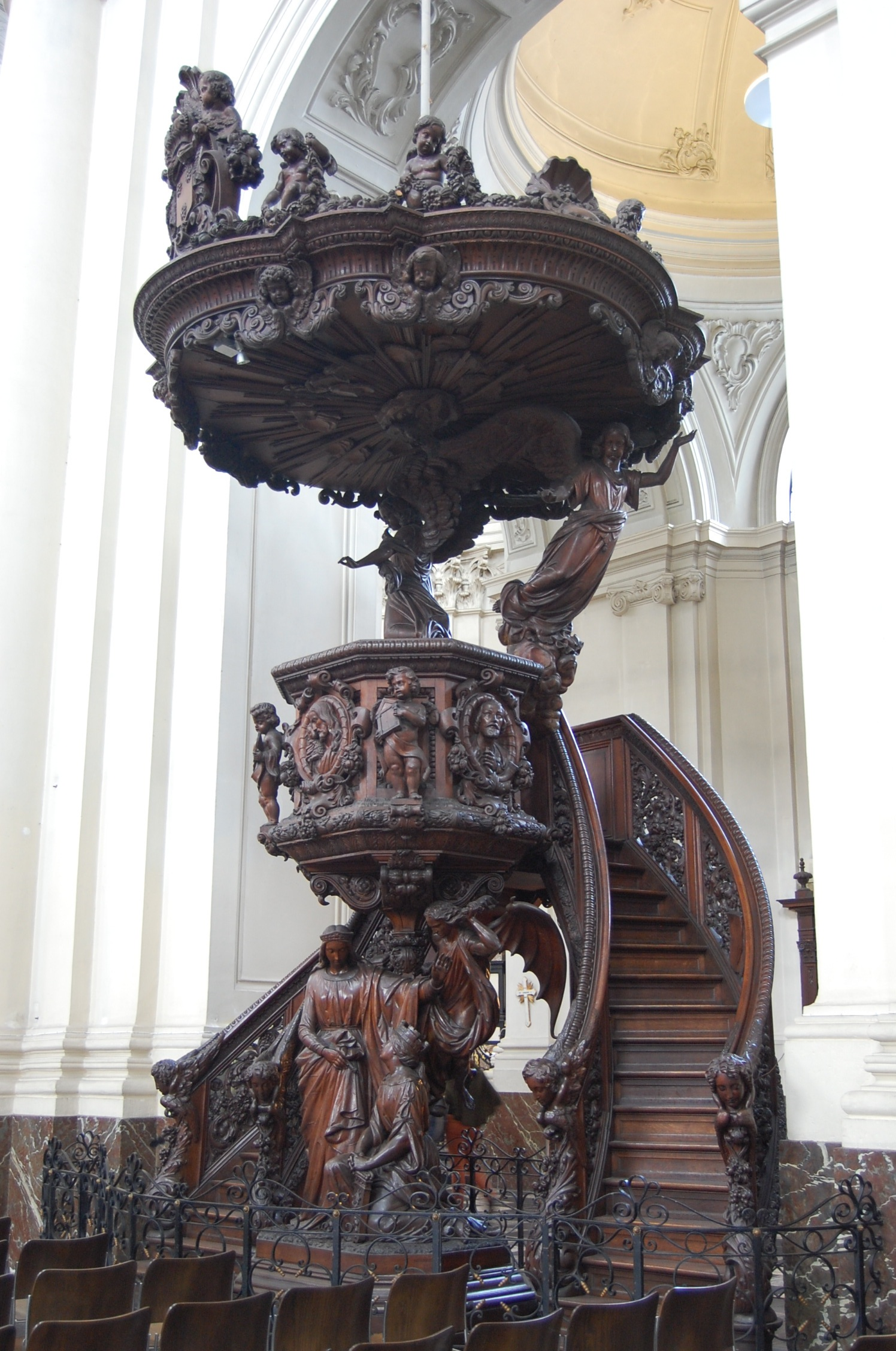
Il pulpito.
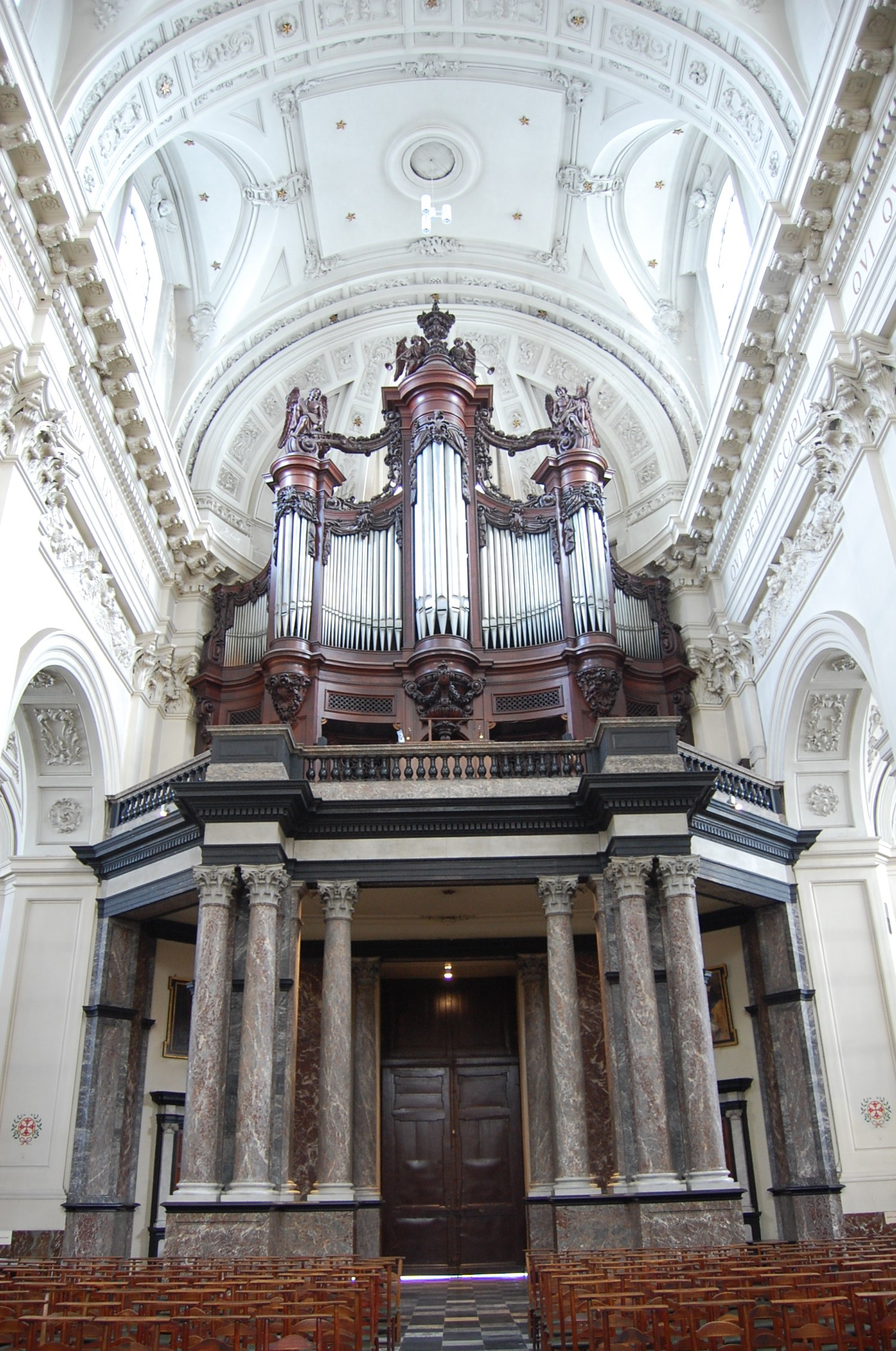
L'organo.